# ميدلسكس (نيويورك)
ميدلسكس (بالإنجليزية: Middlesex, New York)‏ هي بلدة أمريكية تقع في الولايات المتحدة في مقاطعة ياتس، نيويورك. يقدر عدد سكانها بـ 1,495 نسمة ومساحتها 88.2 كم2 وترتفع عن سطح البحر 345 متر.